# Lofofora (maxi)
Pour le groupe, voir Lofofora.
Albums de Lofofora
Lofofora
(1995)
Lofofora est le premier EP du groupe français de metal Lofofora. 
L'enregistrement de ce cinq titres par le Chinoi au studio Secret en octobre 1993 a pu voir le jour grâce à l'aide financière du Fonds d'action et d'initiative rock (FAIR).
Il comporte trois versions (L'œuf, No facho et Baise ta vie) qui seront reprises dans leur premier album, un an plus tard. En outre, cet EP comporte une reprise des Négresses Vertes, Zobi la mouche et un titre qui ne sera jamais repris ultérieurement, Le trou du con.
Le chanteur Tanguy de No Return officie sur le titre No Facho.

## Titres
1. L'œuf - 4 min 15 s
2. No Facho - 3 min 53 s
3. Zobi la mouche - 3 min 32 s
4. Baise ta vie - 3 min 37 s
5. Le trou du con - 4 min 59 s